# 40,000
40,000(사만)은 39,999보다 크고 40,001보다 작은 자연수다.

## 수학
- 합성수로, 그 약수는 총 35개다. (1, 2, 4, 5, 8, 10, 16, 20, 25, 32, 40, 50, 64, 80, 100, 125, 160, 200, 250, 320, 400, 500, 625, 800, 1000, 1250, 1600, 2000, 2500, 4000, 5000, 8000, 10000, 20000, 40000)
  - 40000의 진약수의 합은 59187이므로, 40000은 과잉수다.
- 200번째 제곱수(2002)다. 앞의 제곱수는 39601, 다음은 40401이다.

## 작품
- 워해머 40,000

## 40,000번대의 주요 자연수

### 40,001~40,999
- 40,006: 127번째 중심있는 오각수.
- 40,021: 116번째 중심있는 육각수.
- 40,045: 142번째 중심있는 사각수.
- 40,058: 서로 다른 두 소수(53, 193)의 제곱합으로 나타낼 수 있는 235번째 반소수.
- 40,099: 164번째 중심있는 삼각수.
- 40,122: 54번째 삼십각수.
- 40,132: 127번째 칠각수, 79번째 십오각수.
- 40,136: 116번째 팔각수.
- 40,140: 90번째 십이각수.
- 40,178: 서로 다른 두 소수(37, 197)의 제곱합으로 나타낼 수 있는 236번째 반소수.
- 40,186: 283번째 삼각수.
- 40,202: 서로 다른 두 소수(61, 191)의 제곱합으로 나타낼 수 있는 237번째 반소수.
- 40,262: 164번째 오각수.
- 40,280: 95번째 십일각수.
- 40,320: 8!
- 40,328: 146번째 아킬레스 수.
- 40,401 = 2012
- 40,425: 49번째 사각뿔수.
- 40,447: 108번째 중심있는 칠각수.
- 40,470: 284번째 삼각수.
- 40,500: 147번째 아킬레스 수.
- 40,501: 101번째 십각수.
- 40,538: 서로 다른 두 소수(103, 173)의 제곱합으로 나타낼 수 있는 238번째 반소수.
- 40,544: 연속하는 두 짝수(6, 8)의 5제곱합.
- 40,554: 108번째 구각수.
- 40,591: 165번째 중심있는 삼각수.
- 40,613: 143번째 중심있는 사각수.
- 40,641: 128번째 중심있는 오각수.
- 40,678: 43번째 오각뿔수.
- 40,682: 서로 다른 두 소수(89, 181)의 제곱합으로 나타낼 수 있는 239번째 반소수.
- 40,717: 117번째 중심있는 육각수.
- 40,755: 285번째 삼각수, 165번째 오각수.
- 40,768: 128번째 칠각수.
- 40,778: 서로 다른 두 소수(127, 157)의 제곱합으로 나타낼 수 있는 240번째 반소수.
- 40,804 = 2022
- 40,833: 117번째 팔각수.
- 40,920: 30번째 오포체수.

### 41,000~41,999
- 41,018: 서로 다른 두 소수(47, 197)의 제곱합으로 나타낼 수 있는 241번째 반소수.
- 41,041: 286번째 삼각수, 91번째 십이각수, 77번째 십육각수, 11번째 카마이클 수.
- 41,067: 148번째 아킬레스 수.
- 41,072: 68번째 이십각수.
- 41,086: 166번째 중심있는 삼각수.
- 41,136: 96번째 십일각수.
- 41,160: 80번째 십오각수.
- 41,185: 144번째 중심있는 사각수.
- 41,203: 109번째 중심있는 칠각수.
- 41,209 = 2032
- 41,251: 166번째 오각수.
- 41,281: 129번째 중심있는 오각수.
- 41,282: 서로 다른 두 소수(41, 199)의 제곱합으로 나타낼 수 있는 242번째 반소수.
- 41,310: 102번째 십각수.
- 41,311: 109번째 구각수.
- 41,328: 287번째 삼각수.
- 41,409: 129번째 칠각수.
- 41,419: 118번째 중심있는 육각수.
- 41,472: 149번째 아킬레스 수.
- 41,503: 150번째 아킬레스 수.
- 41,536: 118번째 팔각수.
- 41,584: 167번째 중심있는 삼각수.
- 41,616 = 2042, 288번째 삼각수.
- 41,618: 서로 다른 두 소수(53, 197)의 제곱합으로 나타낼 수 있는 243번째 반소수.
- 41,635: 55번째 삼십각수.
- 41,664: 62번째 사면체수.
- 41,728: 63번째 케이크 수.
- 41,750: 167번째 오각수.
- 41,761: 145번째 중심있는 사각수.
- 41,905: 289번째 삼각수.
- 41,926: 130번째 중심있는 오각수.
- 41,952: 92번째 십이각수.
- 41,966: 110번째 중심있는 칠각수.

### 42,000~42,999
- 42,001: 97번째 십일각수.
- 42,025 = 2052
- 42,055: 130번째 칠각수.
- 42,075: 110번째 구각수.
- 42,085: 168번째 중심있는 삼각수.
- 42,120: 78번째 십육각수.
- 42,122: 서로 다른 두 소수(139, 151)의 제곱합으로 나타낼 수 있는 244번째 반소수.
- 42,127: 103번째 십각수, 119번째 중심있는 육각수.
- 42,195: 290번째 삼각수.
- 42,201: 81번째 십오각수.
- 42,242: 서로 다른 두 소수(101, 179)의 제곱합으로 나타낼 수 있는 245번째 반소수.
- 42,245: 119번째 팔각수.
- 42,252: 168번째 오각수.
- 42,276: 26번째 이십면체수.
- 42,297: 69번째 이십각수.
- 42,331 {\displaystyle \approx 10^{5}(\pi -e)} (OEIS의 수열 A073244)
- 42,336: 151번째 아킬레스 수.
- 42,341: 146번째 중심있는 사각수.
- 42,436 = 2062
- 42,486: 291번째 삼각수.
- 42,576: 131번째 중심있는 오각수.
- 42,589: 169번째 중심있는 삼각수.
- 42,592: 152번째 아킬레스 수.
- 42,632: 153번째 아킬레스 수.
- 42,680: 40번째 팔면체수.
- 42,706: 131번째 칠각수.
- 42,736: 111번째 중심있는 칠각수.
- 42,757: 169번째 오각수.
- 42,778: 292번째 삼각수.
- 42,841: 120번째 중심있는 육각수.
- 42,846: 111번째 구각수.
- 42,849 = 2072
- 42,873: 93번째 십이각수.
- 42,875 = 353, 98번째 십일각수.
- 42,925: 147번째 중심있는 사각수, 50번째 사각뿔수.
- 42,952: 104번째 십각수.
- 42,960: 120번째 팔각수.
- 42,962: 서로 다른 두 소수(101, 181)의 제곱합으로 나타낼 수 있는 246번째 반소수.

### 43,000~43,999
- 43,071: 293번째 삼각수.
- 43,096: 170번째 중심있는 삼각수.
- 43,176: 56번째 삼십각수.
- 43,200: 154번째 아킬레스 수.
- 43,213: 79번째 십육각수.
- 43,231: 132번째 중심있는 오각수.
- 43,255: 82번째 십오각수.
- 43,264 = 2082
- 43,265: 170번째 오각수.
- 43,298: 서로 다른 두 소수(67, 197)의 제곱합으로 나타낼 수 있는 247번째 반소수.
- 43,322: 서로 다른 두 소수(61, 199)의 제곱합으로 나타낼 수 있는 248번째 반소수.
- 43,362: 132번째 칠각수.
- 43,365: 294번째 삼각수.
- 43,513: 148번째 중심있는 사각수, 112번째 중심있는 칠각수.
- 43,540: 70번째 이십각수.
- 43,560: 44번째 오각뿔수.
- 43,561: 121번째 중심있는 육각수.
- 43,606: 171번째 중심있는 삼각수.
- 43,624: 112번째 구각수.
- 43,660: 295번째 삼각수.
- 43,680: 63번째 사면체수, 13부터 16까지 연속하는 네 자연수의 곱.
- 43,681 = 2092, 121번째 팔각수.
- 43,745: 64번째 케이크 수.
- 43,758: 99번째 십일각수.
- 43,776: 171번째 오각수.
- 43,785: 105번째 십각수.
- 43,804: 94번째 십이각수.
- 43,808: 155번째 아킬레스 수.
- 43,891: 133번째 중심있는 오각수.
- 43,904: 156번째 아킬레스 수.
- 43,922: 서로 다른 두 소수(109, 179)의 제곱합으로 나타낼 수 있는 249번째 반소수.
- 43,956: 296번째 삼각수.

### 44,000~44,999
- 44,023: 133번째 칠각수.
- 44,100 = 2102
- 44,105: 149번째 중심있는 사각수.
- 44,119: 172번째 중심있는 삼각수.
- 44,217: 157번째 아킬레스 수.
- 44,253: 297번째 삼각수.
- 44,287: 122번째 중심있는 육각수.
- 44,290: 172번째 오각수.
- 44,297: 113번째 중심있는 칠각수.
- 44,320: 80번째 십육각수.
- 44,322: 83번째 십오각수.
- 44,408: 122번째 팔각수.
- 44,409: 113번째 구각수.
- 44,521 = 2112
- 44,546: 서로 다른 두 소수(5, 211)의 제곱합으로 나타낼 수 있는 250번째 반소수.
- 44,551: 298번째 삼각수.
- 44,556: 134번째 중심있는 오각수.
- 44,626: 106번째 십각수.
- 44,635: 173번째 중심있는 삼각수.
- 44,650: 100번째 십일각수.
- 44,689: 134번째 칠각수.
- 44,701: 150번째 중심있는 사각수.
- 44,745: 95번째 십이각수, 57번째 삼십각수.
- 44,801: 71번째 이십각수.
- 44,807: 173번째 오각수.
- 44,850: 299번째 삼각수.
- 44,882: 서로 다른 두 소수(19, 211)의 제곱합으로 나타낼 수 있는 251번째 반소수.
- 44,944 = 2122

### 45,000~45,999
- 45,000: 158번째 아킬레스 수.
- 45,002: 연속하는 두 소수(149, 151)의 제곱합, 서로 다른 두 소수의 제곱합으로 나타낼 수 있는 252번째 반소수.
- 45,019: 123번째 중심있는 육각수.
- 45,088: 114번째 중심있는 칠각수.
- 45,125: 159번째 아킬레스 수.
- 45,141: 123번째 팔각수.
- 45,150: 300번째 삼각수.
- 45,154: 174번째 중심있는 삼각수.
- 45,201: 114번째 구각수.
- 45,226: 135번째 중심있는 오각수.
- 45,301: 151번째 중심있는 사각수.
- 45,327: 174번째 오각수.
- 45,338: 서로 다른 두 소수(137, 163)의 제곱합으로 나타낼 수 있는 253번째 반소수.
- 45,360: 26번째 고도 합성수, 135번째 칠각수.
- 45,369 = 2132
- 45,387: 160번째 아킬레스 수.
- 45,402: 84번째 십오각수.
- 45,441: 81번째 십육각수.
- 45,451: 301번째 삼각수.
- 45,475: 107번째 십각수.
- 45,482: 서로 다른 두 소수(31, 211)의 제곱합으로 나타낼 수 있는 254번째 반소수.
- 45,526: 51번째 사각뿔수.
- 45,551: 101번째 십일각수.
- 45,676: 175번째 중심있는 삼각수.
- 45,696: 96번째 십이각수.
- 45,753: 302번째 삼각수.
- 45,757: 124번째 중심있는 육각수.
- 45,760: 64번째 사면체수.
- 45,796 = 2142
- 45,826: 65번째 케이크 수.
- 45,842: 서로 다른 두 소수(79, 199)의 제곱합으로 나타낼 수 있는 255번째 반소수.
- 45,850: 175번째 오각수.
- 45,880: 124번째 팔각수.
- 45,886: 115번째 중심있는 칠각수.
- 45,901: 136번째 중심있는 오각수.
- 45,905: 152번째 중심있는 사각수.
- 45,961: 41번째 팔면체수.

### 46,000~46,999
- 46,000: 115번째 구각수.
- 46,036: 136번째 칠각수.
- 46,052: 연속하는 두 개의 중심있는 삼각수(136, 166)의 제곱합.
- 46,056: 303번째 삼각수.
- 46,058: 서로 다른 두 소수(127, 173)의 제곱합으로 나타낼 수 있는 256번째 반소수.
- 46,080: 72번째 이십각수, 12 이하의 모든 짝수 자연수의 곱.
- 46,201: 176번째 중심있는 삼각수.
- 46,208: 161번째 아킬레스 수.
- 46,225 = 2152
- 46,332: 108번째 십각수.
- 46,342: 58번째 삼십각수.
- 46,360: 304번째 삼각수.
- 46,368: 24번째 피보나치 수.
- 46,376: 176번째 오각수, 31번째 오포체수.
- 46,461: 102번째 십일각수.
- 46,495: 85번째 십오각수.
- 46,501: 125번째 중심있는 육각수.
- 46,513: 153번째 중심있는 사각수.
- 46,575: 45번째 오각뿔수.
- 46,576: 82번째 십육각수.
- 46,581: 137번째 중심있는 오각수.
- 46,625: 125번째 팔각수.
- 46,656 = 66 = 363 = 2162
- 46,657: 97번째 십이각수, 12번째 카마이클 수.
- 46,665: 305번째 삼각수.
- 46,691: 116번째 중심있는 칠각수.
- 46,717: 137번째 칠각수.
- 46,729: 177번째 중심있는 삼각수.
- 46,806: 116번째 구각수.
- 46,905: 177번째 오각수.
- 46,971: 306번째 삼각수.

### 47,000~47,999
- 47,089 = 2172
- 47,125: 154번째 중심있는 사각수.
- 47,197: 109번째 십각수.
- 47,251: 126번째 중심있는 육각수.
- 47,260: 178번째 중심있는 삼각수.
- 47,266: 138번째 중심있는 오각수.
- 47,278: 307번째 삼각수.
- 47,376: 126번째 팔각수.
- 47,377: 73번째 이십각수.
- 47,380: 103번째 십일각수.
- 47,403: 138번째 칠각수.
- 47,412: 27번째 이십면체수.
- 47,432: 162번째 아킬레스 수.
- 47,437: 178번째 오각수.
- 47,503: 117번째 중심있는 칠각수.
- 47,522: 서로 다른 두 소수(89, 199)의 제곱합으로 나타낼 수 있는 257번째 반소수.
- 47,524 = 2182
- 47,586: 308번째 삼각수.
- 47,601: 86번째 십오각수.
- 47,619: 117번째 구각수.
- 47,628: 163번째 아킬레스 수.
- 47,725: 83번째 십육각수.
- 47,741: 155번째 중심있는 사각수.
- 47,794: 179번째 중심있는 삼각수.
- 47,628: 98번째 십이각수.
- 47,858: 서로 다른 두 소수(103, 193)의 제곱합으로 나타낼 수 있는 258번째 반소수.
- 47,895: 309번째 삼각수.
- 47,905: 65번째 사면체수.
- 47,916: 164번째 아킬레스 수.
- 47,956: 139번째 중심있는 오각수.
- 47,961 = 2192
- 47,967: 59번째 삼십각수.
- 47,972: 179번째 오각수, 66번째 케이크 수.

### 48,000~48,999
- 48,002: 서로 다른 두 소수(59, 211)의 제곱합으로 나타낼 수 있는 259번째 반소수.
- 48,007: 127번째 중심있는 육각수.
- 48,070: 110번째 십각수.
- 48,094: 139번째 칠각수.
- 48,133: 127번째 팔각수.
- 48,205: 310번째 삼각수.
- 48,218: 서로 다른 두 소수(97, 197)의 제곱합으로 나타낼 수 있는 260번째 반소수.
- 48,230: 52번째 사각뿔수.
- 48,242: 서로 다른 두 소수(61, 211)의 제곱합으로 나타낼 수 있는 261번째 반소수.
- 48,308: 104번째 십일각수.
- 48,322: 118번째 중심있는 칠각수.
- 48,331: 180번째 중심있는 삼각수.
- 48,361: 156번째 중심있는 사각수.
- 48,362: 서로 다른 두 소수(109, 191)의 제곱합으로 나타낼 수 있는 262번째 반소수.
- 48,400 = 2202
- 48,439: 118번째 구각수.
- 48,510: 180번째 오각수.
- 48,516: 311번째 삼각수.
- 48,600: 165번째 아킬레스 수.
- 48,609: 99번째 십이각수.
- 48,651: 140번째 중심있는 오각수.
- 48,668: 166번째 아킬레스 수.
- 48,672: 167번째 아킬레스 수.
- 48,692: 74번째 이십각수.
- 48,720: 87번째 십오각수.
- 48,769: 128번째 중심있는 육각수.
- 48,790: 140번째 칠각수.
- 48,828: 312번째 삼각수.
- 48,841 = 2212
- 48,871: 181번째 중심있는 삼각수.
- 48,888: 84번째 십육각수.
- 48,896: 128번째 팔각수.
- 48,951: 111번째 십각수.
- 48,985: 157번째 중심있는 사각수.

### 49,000~49,999
- 49,000: 168번째 아킬레스 수.
- 49,051: 181번째 오각수.
- 49,141: 313번째 삼각수.
- 49,148: 119번째 중심있는 칠각수.
- 49,245: 105번째 십일각수.
- 49,266: 119번째 구각수.
- 49,284 = 2222
- 49,351: 141번째 중심있는 오각수.
- 49,392: 169번째 아킬레스 수.
- 49,406: 42번째 팔면체수.
- 49,414: 182번째 중심있는 삼각수.
- 49,418: 서로 다른 두 소수(103, 197)의 제곱합으로 나타낼 수 있는 263번째 반소수.
- 49,455: 314번째 삼각수.
- 49,491: 141번째 칠각수.
- 49,537: 129번째 중심있는 육각수.
- 49,562: 서로 다른 두 소수(71, 211)의 제곱합으로 나타낼 수 있는 264번째 반소수.
- 49,595: 182번째 오각수.
- 49,600: 100번째 십이각수.
- 49,613: 158번째 중심있는 사각수.
- 49,620: 60번째 삼십각수.
- 49,665: 129번째 팔각수.
- 49,726: 46번째 오각뿔수.
- 49,729 = 2232
- 49,733: 서로 다른 두 소수(2, 223)의 제곱합으로 나타낼 수 있는 265번째 반소수.
- 49,754: 서로 다른 두 소수(5, 223)의 제곱합으로 나타낼 수 있는 266번째 반소수.
- 49,770: 315번째 삼각수.
- 49,778: 서로 다른 두 소수(7, 223)의 제곱합으로 나타낼 수 있는 267번째 반소수.
- 49,840: 112번째 십각수.
- 49,852: 88번째 십오각수.
- 49,923: 170번째 아킬레스 수.
- 49,928: 171번째 아킬레스 수.
- 49,960: 183번째 중심있는 삼각수.
- 49,981: 120번째 중심있는 칠각수.